# 1972 în jocuri video

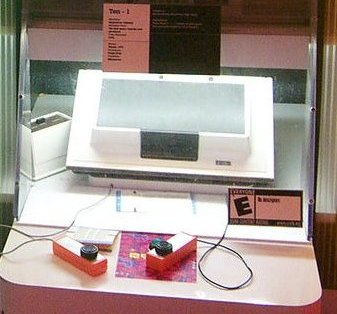
In anul 1972 a aparut consola Magnavox Odyssey.

Acest articol prezintă evenimente importante legate de jocuri video din anul 1972. Vezi și istoria jocurilor video.

## Evenimente
- Pong a fost primul joc video arcade cu succes comercial. Acesta a fost prima dată instalat într-un bar, Taverna lui Andy Capp din Sunnyvale, California.[1]
- Ca urmare a vânzărilor scăzute ale Computer Space, Nolan Bushnell a părăsit Nutting Associates pentru a crea cu Ted Dabney o companie cu drepturi depline. Când a vrut să înregistreze oficial compania, Bushnell a aflat că deja o companie folosea același nume (Syzygy). Din această cauză, noua corporație a fost numită "Atari".[2]
- 24 mai - Magnavox prezintă Odyssey, prima consolă de jocuri video, la o convenție din Burlingame, California. Nutting Associates, producătorul Computer Space, îl trimite pe Nolan Bushnell să observe lansarea. Bushnell raportează că dispozitivul nu va avea succes și nu-și exprimă nicio îngrijorare în legătură cu concurența.[2]

### Lansări importante
- august – Magnavox începe să vândă Odyssey prin intermediul magazinului său.[2]
- 29 noiembrie – Atari lansează primul joc arcade,  Allan Alcorn's Pong. [2]

- Gregory Yob programează Hunt the Wumpus, un strămoș timpuriu al jocurilor de ficțiune interactivă în limbajul de programare BASIC pentru computerele mainframe.[3]

- Don Daglow programează  Star Trek pe un computer mainframe PDP-10  de la Colegiul Pomona. Rețineți că acesta este un joc diferit de jocul text Star Trek din 1971[4]
- Civilization (care nu are nicio legătură cu jocurile lui Sid Meier Civilization) este scris pe un mini-computer HP2000 la Evergreen State College. O rescriere a acestui joc va deveni cunoscută ca Empire Classic.[5]